# Orden de San Juan de Jerusalén

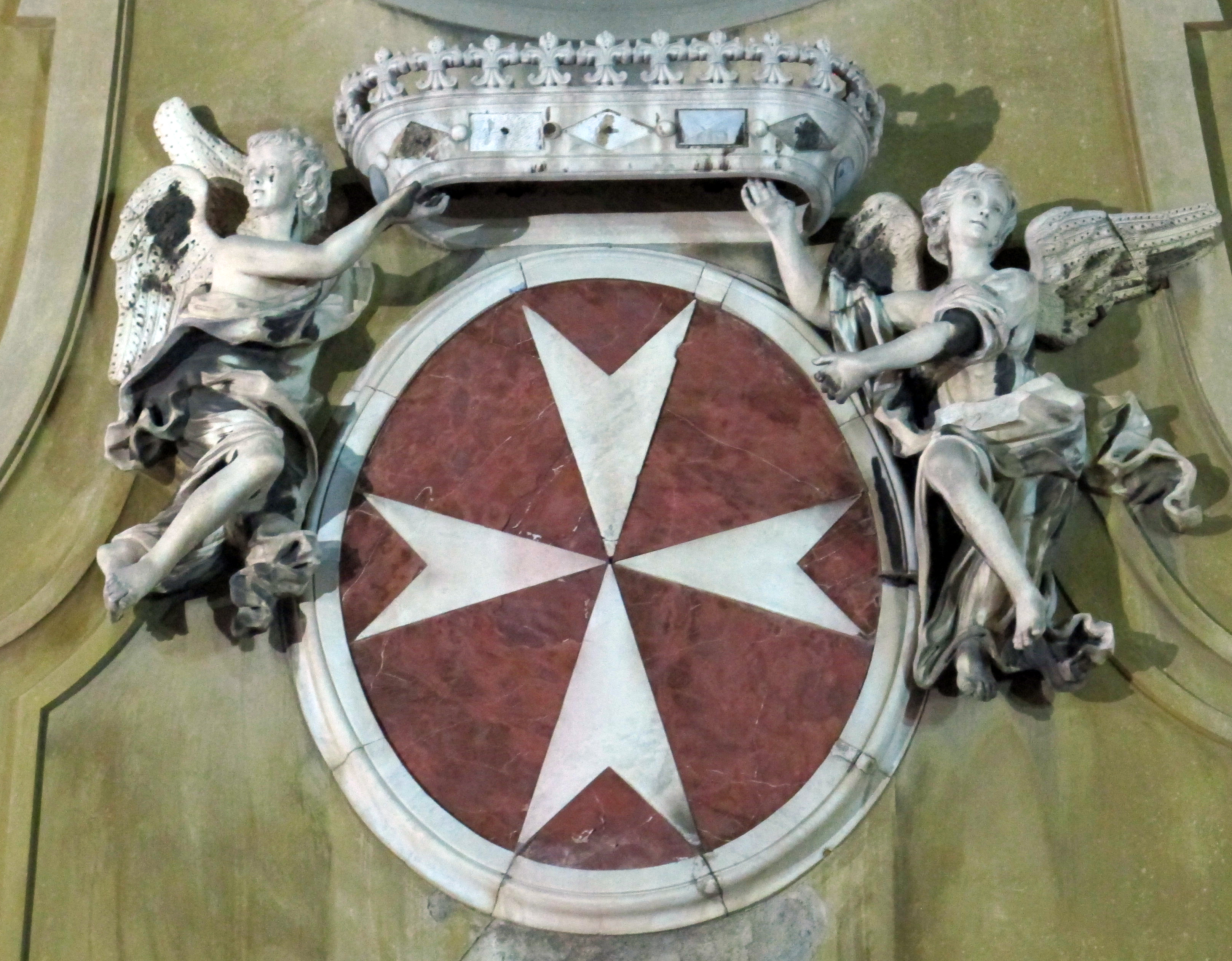
Escudo de la orden en S. Giovannino dei Cavalieri (Florencia)

La  Orden de Hermanos Hospitalarios de San Juan de Jerusalén (en latín: Ordo Fratrum Hospitalis Sancti Ioannis Hierosolymitani), conocida también como Orden de los Hermanos Hospitalarios, Orden de los Caballeros Hospitalarios, Orden Hospitalaria, Orden de San Juan u Orden de Malta, es una orden militar católica medieval y moderna temprana. Fue fundada en el Reino cruzado de Jerusalén en el siglo XII con fines benéficos y puramente piadosos, para convertirse luego en un cuerpo militar que adquirió gran fama por los hechos bélicos en los que participó.Tuvo su sede en Jerusalén hasta 1291, y posteriormente tuvo su sede en el castillo de Kolossi en Chipre (1302-1310), la isla de Rodas (1310-1522), Malta (1530-1798), y San Petersburgo (1799-1801).
Los Hermanos Hospitalarios surgieron a principios del siglo XII en el apogeo del movimiento cluniacense, un movimiento reformista dentro de la orden monástica benedictina que buscaba fortalecer la devoción religiosa y la caridad hacia los pobres. A principios del siglo XI, comerciantes de Amalfi fundaron un hospital en Jerusalén dedicado a Juan el Bautista, donde los monjes benedictinos atendían a los peregrinos cristianos enfermos, pobres o heridos que iban a Tierra Santa. El Beato Gerardo, hermano laico de la orden benedictina, se convirtió en su líder cuando se estableció. Después de la conquista cristiana de Jerusalén en 1099 durante la Primera cruzada, los Hermanos Hospitalarios adquirieron prominencia y fueron reconocidos como una orden distinta por el papa Pascual II en 1113.
La Orden de San Juan se militarizó en las décadas de 1120 y 1130, contratando caballeros que luego se convirtieron en Hermanos Hospitalarios. La organización se convirtió en una orden religiosa militar según su propia carta papal, encargada del cuidado y defensa de Tierra Santa, y luchó en las Cruzadas hasta el Sitio de Acre en 1291. Tras la reconquista de Tierra Santa por las fuerzas islámicas, los caballeros operaron desde Rodas, sobre la que eran soberanos, y más tarde desde Malta, donde administraron un estado vasallo tras la victoria española en Sicilia. Los Hospitalarios fueron uno de los grupos más pequeños en haber colonizado partes de América, adquiriendo brevemente cuatro islas del Caribe a mediados del siglo XVII, que entregaron a Francia en la década de 1660.
Los caballeros se dividieron durante la Reforma protestante, cuando las ricas encomiendas de la orden en el norte de Alemania y los Países Bajos se volvieron protestantes y se separaron en gran medida del catolicismo, permaneciendo separadas hasta el día de hoy. Las relaciones ecuménicas modernas entre las órdenes de caballería descendientes son amistosas. La orden fue suprimida en Inglaterra, Dinamarca y otras partes del norte de Europa, y sufrió aún más daños con la captura de Malta por parte de Napoleón en 1798, tras lo cual se dispersó por toda Europa.
En la actualidad varias organizaciones continúan la tradición hospitalaria bajo la federación de las órdenes mutuamente reconocidas de San Juan, que son la Soberana Orden Militar de Malta, la Venerable Orden de San Juan, el Bailío de Brandeburgo de la Orden de Caballería de San Juan, la Orden de San Juan en los Países Bajos y la Orden de San Juan en Suecia.

## Historia

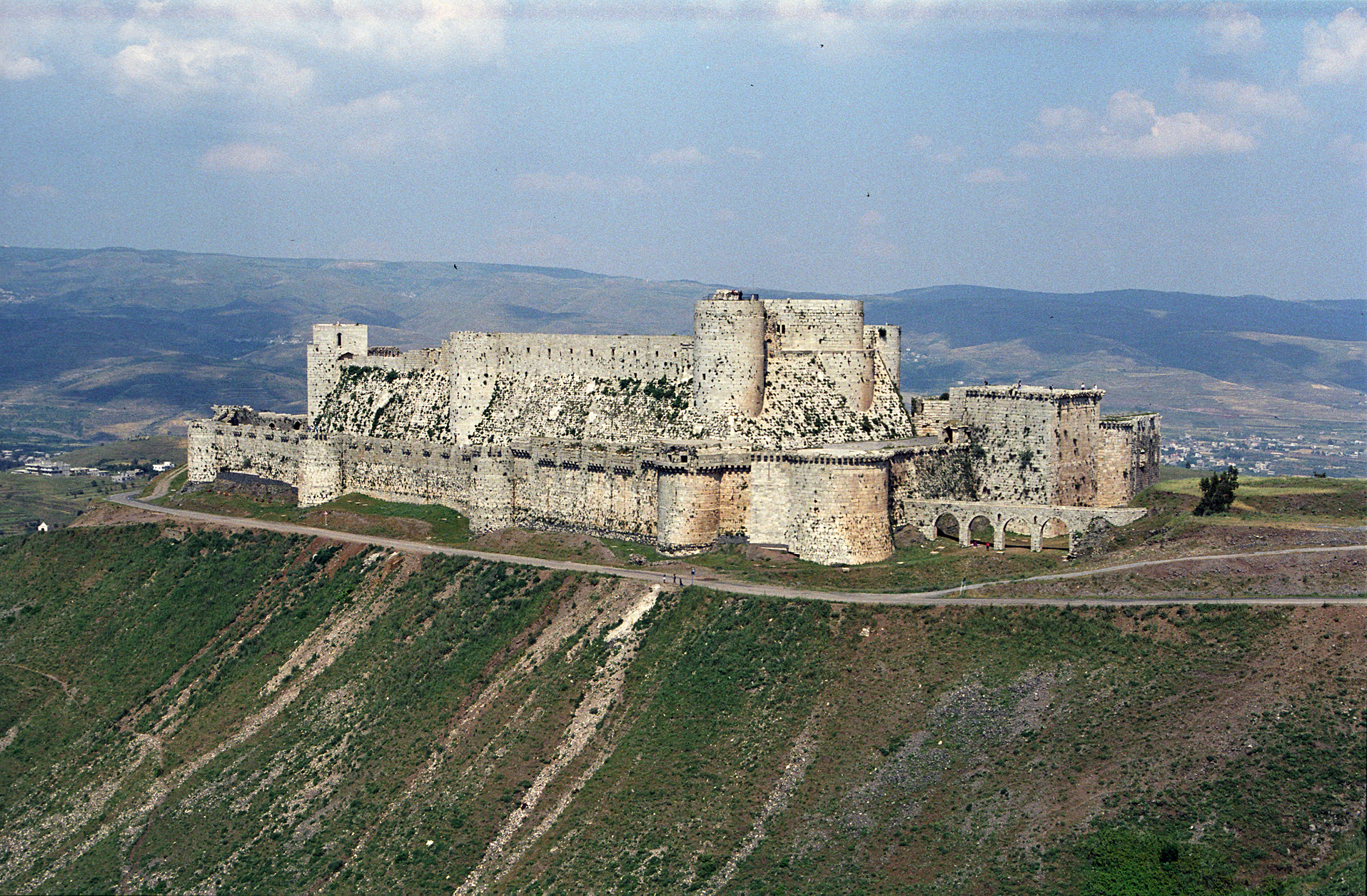
Krak de los Caballeros, castillo de la orden en Siria

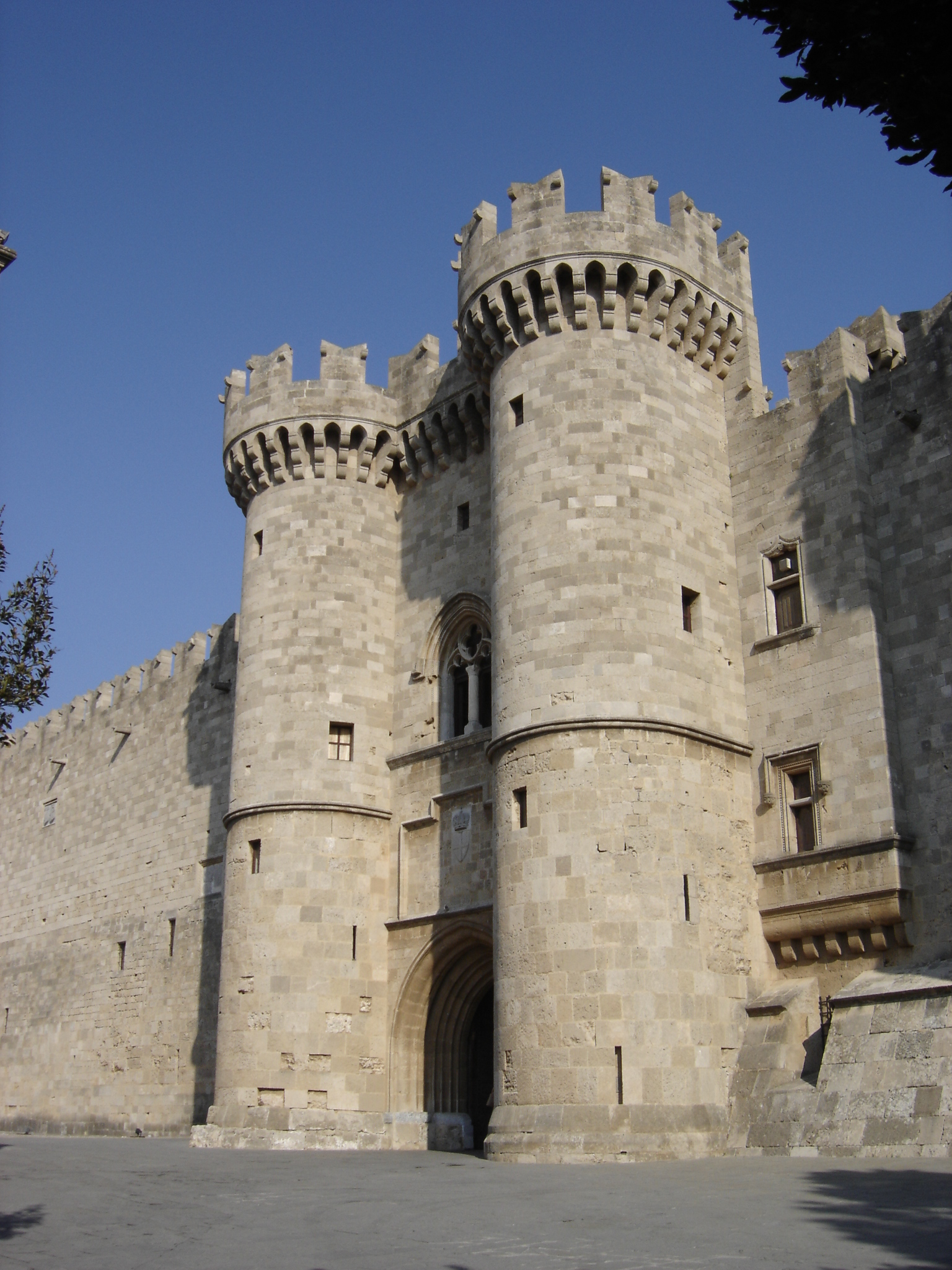
Palacio del gran maestre (Rodas, Grecia)

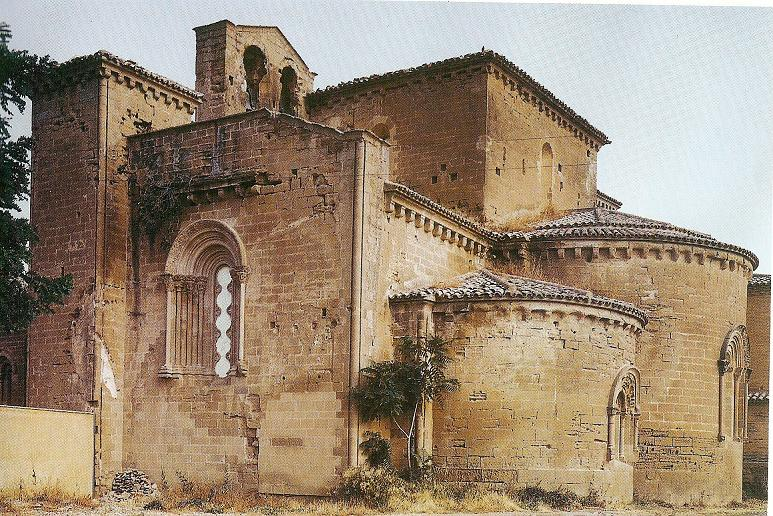
Santa María de Sigena, priorato de la orden

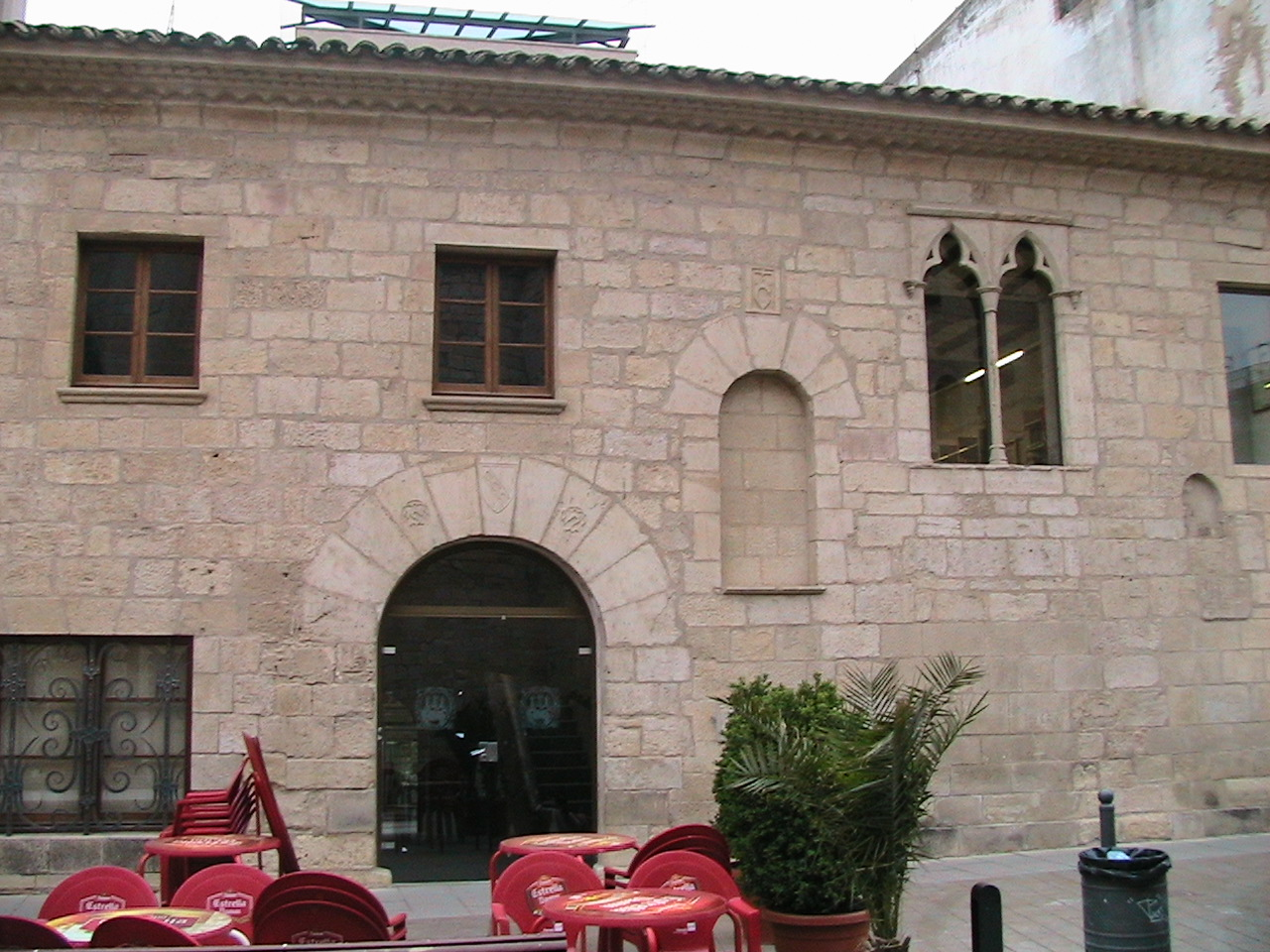
Antiguo hospital de San Juan (Espluga de Francolí)

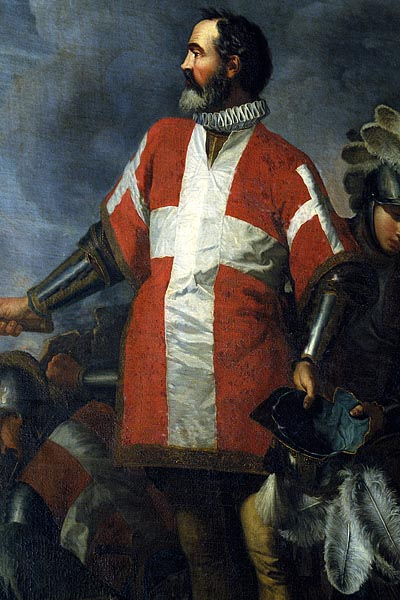
Jean Parisot de La Valette entró en la orden en la Lengua de Provenza y luchó con distinción contra los turcos en Rodas y posteriormente en Malta. Llegó a ser Gran Maestre el 21 de agosto de 1557

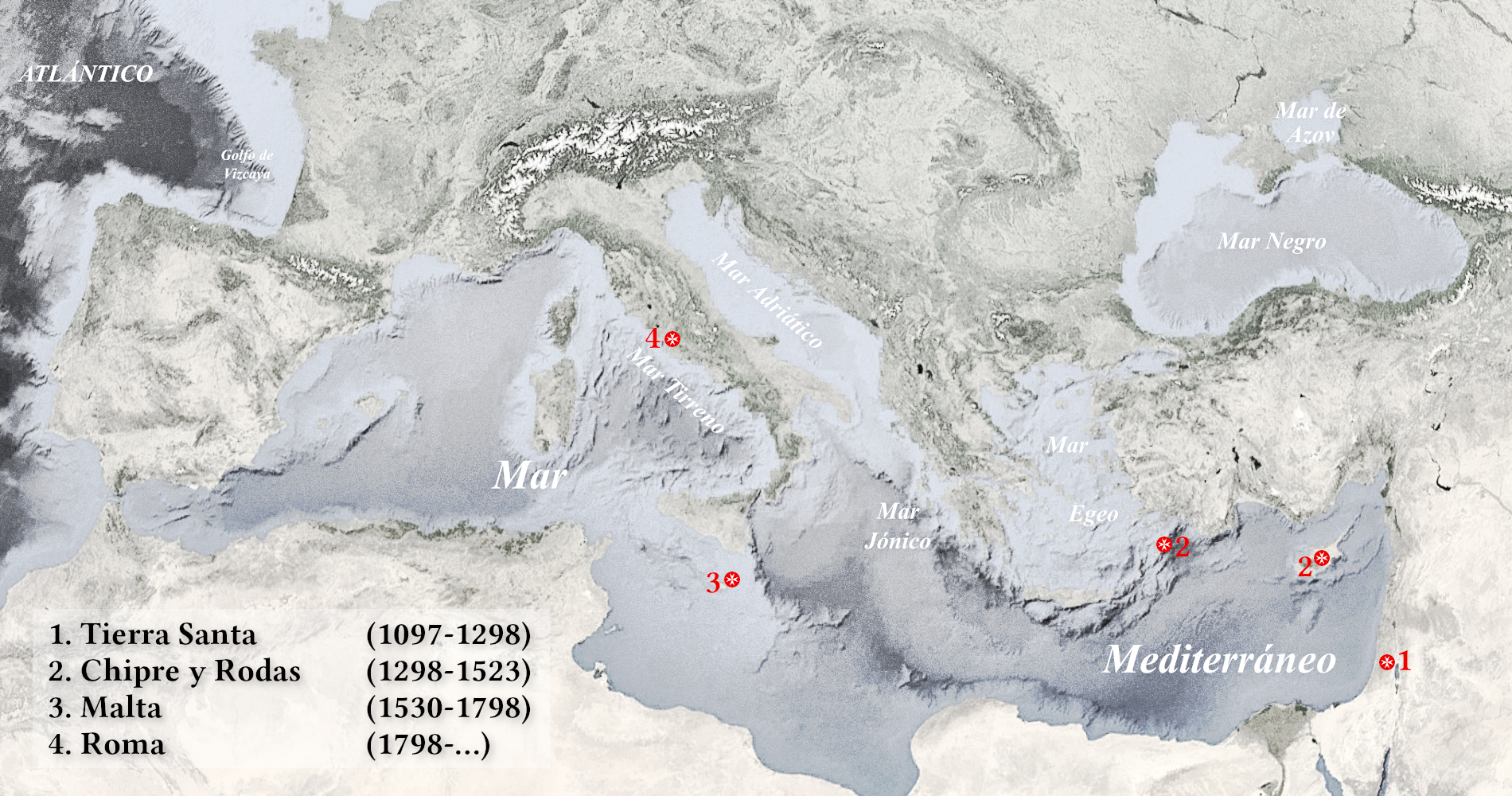
Sedes históricas de la SOM de Malta

Los orígenes de esta orden de caballería se remontan al año 1084, cuando unos mercaderes de la ciudad de Amalfi, en el reino de Nápoles, decidieron fundar un hospital para peregrinos junto a la iglesia del Santo Sepulcro de Jerusalén bajo la advocación de San Juan Bautista. La proximidad de este templo hizo que la nueva orden recibiera el nombre de Orden de San Juan del Hospital de Jerusalén.
Tras la conquista de la  Ciudad Santa por  cruzados el 1099, el primer maestre de la orden, Gerard de Sant Genís, nacido en la Provenza, que los documentos citan indistintamente como fundador y prior, decidió extender la obra para Palestina,  Siria y Europa misma, salpicando de hospitales la ruta de la peregrinación a Tierra Santa.

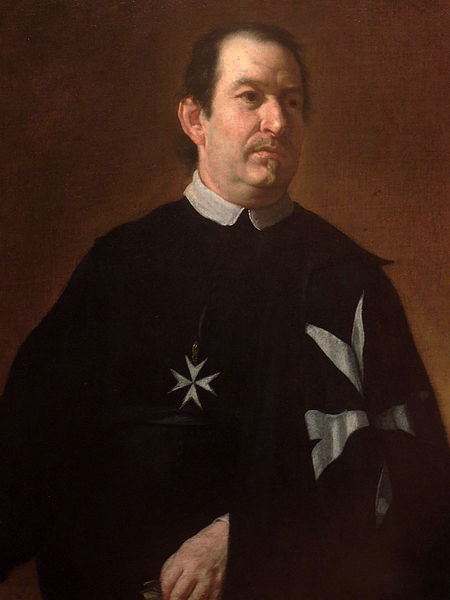
Retrato del gran maestre de Malta Bernard de Witte, por Karel Skréta (1651), con el hábito de la orden (Praga, Galería Nacional)

La orden adoptó la regla de  San Agustín, el hábito negro y una cruz de paño blanco con ocho puntas, las ocho bienaventuranzas. La orden de San Juan de Jerusalén se convirtió en una fuerza militar que intervino continuamente contra el islam.
Pero la dominación cristiana de Jerusalén fue efímera: el sultán Saladino conquistó la ciudad, si bien la orden conservó algunas fortalezas en Palestina, como el Crac de los Caballeros y, junto con los  templarios, continuó guerreando. En 1291, el sultán Melec emprendió una gran ofensiva para echar definitivamente a los cristianos. El ejército formado por caballeros de las órdenes de San Juan de Jerusalén y de la Orden del Temple combatió ferozmente, pero finalmente no les quedó más remedio que embarcar hacia Chipre.
Reorganizada la orden, se volvió a intentar la reconquista de Palestina e incluso se llegó a tomar Damasco, pero los hospitalarios tuvieron que reembarcar.

### Orden de los Caballeros de Rodas
La orden deseaba una sede y emprendió la conquista de la isla de Rodas, lo que se llevó a cabo en 1310; fue a partir de entonces que los hospitalarios comenzaron a llamarse Caballeros de Rodas. Cuando la Orden del Temple fue disuelta y su gran maestre y los principales caballeros fueron ejecutados bajo la acusación de herejía, una buena parte de sus riquezas fueron a parar a la orden de San Juan, que se convirtió en una institución rica y opulenta.
De esta época data la organización de la orden en lenguas o naciones. Las lenguas eran ocho, cada una con su propio administrador y cada una de ellas —Provenza, Auvernia, Francia, Italia, Aragón (que incluía la Corona de Aragón y Navarra), Castilla-León-Portugal, Alemania e Inglaterra— se reservaba una de las ocho dignidades supremas. El gran maestre, que era el príncipe de Rodas, podía ser elegido de cualquiera de las lenguas. Uno de los más importantes y conocidos fue Juan Fernández de Heredia.

### Orden de Malta
Después de perder el dominio de la isla de Rodas, los Caballeros Hospitalarios comenzaron un deambular de siete años, instalándose primero en Civitavecchia y luego en  Viterbo (1528) y en Niza, que pertenecía al Estado de Saboya. Finalmente el gran maestre Hospitalario se dirigió al emperador  Carlos V para solicitarle que les cediera una tierra donde fijar la residencia. El emperador les ofreció la Isla de Malta, se firmó la cesión en 1530 y la orden tomó posesión de las islas de Malta, Gozo y  Trípoli. La orden de San Juan de Jerusalén, que comenzó a denominarse a partir de entonces  orden de Malta, armó galeras y no cesó en su lucha contra las naves turcas. Fue una época de incesantes combates navales. Años después, la orden de Malta participó en la Batalla de Lepanto.

Fue transcurriendo el tiempo y no fueron los turcos quienes expulsaron a los antiguos caballeros de Rodas de la isla de Malta, sino los  franceses, una vez derribada la monarquía de  Luis XVI y  establecida la república. El 6 de junio de 1798 fue el último día del poder y opulencia de la orden hospitalaria. Nombrado el general  Bonaparte jefe de la expedición francesa a Egipto, se presentó ante Malta, desembarcó a sus soldados y se apoderó de la isla.

### Declive y desaparición
El gran maestre Ferdinand von Hompesch se retiró a Trieste con aquellos que quisieron seguirle; pero, habiendo muerto asesinado en 1801, se proclamó protector de la orden el papa Pío VII, que nombró gran maestre a Bartolomeo Francesco María Ruspoli, el cual estableció su residencia en Catania, una antigua población de Sicilia.
El 1845 la orden podía considerarse virtualmente disuelta ya que en cada país existía y se organizaba de distinta manera. Hoy día se considera como su sucesora la Soberana Orden de Malta, establecida en Roma, siendo su nombre completo Soberana Orden Militar y Hospitalaria de San Juan de Jerusalén, de Rodas y de Malta.

## Rama femenina
La orden, desde 1188, contó con una rama femenina de monjas de vida contemplativa, las comendadoras de San Juan de Jerusalén. A partir del primer monasterio, en Santa María de Sigena, se extendió por el resto de Europa, aunque nunca llegó a tener un gran desarrollo.